# Corydalis pseudojuncea
Corydalis pseudojuncea är en vallmoväxtart som beskrevs av Frank Ludlow och Stearn. Corydalis pseudojuncea ingår i släktet nunneörter, och familjen vallmoväxter. Inga underarter finns listade i Catalogue of Life.